# William Carey
William Carey (ur. 17 sierpnia 1761, zm. 9 czerwca 1834) – angielski misjonarz oraz kaznodzieja baptystyczny, znany jako „ojciec nowożytnych misji”. Był jednym z założycieli Baptystycznego Towarzystwa Misyjnego. Pracę misyjną wykonywał w położonej niedaleko Kalkuty duńskiej kolonii Serampore. Przetłumaczył całą Biblię na język bengalski, sanskryt, hindi, zaś Nowy Testament oraz fragmenty Starego Testamentu na kilkadziesiąt innych języków – głównie języków Indii.
Jego imieniem nazwano cztery szkoły wyższe w USA.

## Wczesne lata
Był synem Edmunda i Elizabeth Carey, tkaczy z wioski Paulerspury w hrabstwie Northamptonshire. Jego rodzina należała do Kościoła anglikańskiego. W dzieciństwie interesował się bardzo naukami przyrodniczymi, a zwłaszcza botaniką. Posiadał zdolność szybkiego uczenia się języków.
Gdy miał czternaście lat, na polecenie ojca, został czeladnikiem w zakładzie szewskim w pobliskim Hackleton. Jego mistrz, Clarke Nichols, także wyznawał anglikanizm, ale inny czeladnik, John Warr, był dysydentem. Pod jego wpływem Carey ostatecznie wystąpił z Kościoła anglikańskiego i przyłączył się do dysydentów, zakładając niewielki zbór kongregacjonalistyczny w Hackleton. W tym okresie nauczył się języka greckiego, wcześniej już samodzielnie poznał łacinę.
W 1779, po śmierci Nicholsa, podjął pracę u innego szewca, Thomasa Olda. W 1781 ożenił się z Dorothy Plackett. Mieli sześcioro dzieci, czterech synów i dwie córki, które obie umarły w niemowlęctwie. W wieku pięciu lat umarł także ich syn Piotr. Po śmierci Olda Carey przejął jego warsztat. W tym czasie nauczył się hebrajskiego, włoskiego, niderlandzkiego i francuskiego.

## Powstanie Baptystycznego Towarzystwa Misyjnego
Zaangażował się w działalność lokalnego stowarzyszenia stanowczych baptystów (ang. Strict Baptists), gdzie poznał Johna Rylanda, Johna Sutcliffa i Andrew Fullera, którzy zostali jego bliskimi przyjaciółmi. Zaproszony przez nich, w co drugą niedzielę głosił kazania w pobliskim Barton. 5 października 1783 został ochrzczony przez Rylanda i stał się członkiem zboru baptystycznego.
W 1785 został dyrektorem szkoły w Moulton oraz pastorem lokalnego zboru baptystycznego. W tym czasie przeczytał Account of the Life of the Late Rev. David Brainerd Jonathana Edwardsa oraz dzienniki odkrywcy Jamesa Cooka, co wzbudziło w nim przekonanie o konieczności głoszenia chrześcijańskiej ewangelii na całym świecie. Jego przyjaciel Andrew Fuller już w 1781 napisał wpływowy artykuł The Gospel Worthy of All Acceptation (Ewangelia godna wszelkiej akceptacji), w którym polemizował z hyperkalwinistycznym przekonaniem, powszechnym w ówczesnych zborach baptystycznych, że nie wszyscy ludzie muszą wierzyć w ewangelię. Na spotkaniu pastorów w 1786 Carey spytał, czy zaangażowanie w głoszenie ewangelii całemu światu jest obowiązkiem wszystkich chrześcijan. J. R. Ryland, ojciec Johna Rylanda, miał udzielić słynnej odpowiedzi: "Usiądź, młody człowieku. Jeżeli Bogu spodoba się nawrócić pogan, zrobi to bez twojej i mojej pomocy".
W 1789 został pastorem zboru baptystycznego w Leicester. Trzy lata później, w 1792, opublikował swój przełomowy manifest misyjny: An Enquiry into the Obligations of Christians to use Means for the Conversion of the Heathens (Wykład obowiązków chrześcijan dotyczących wykorzystania środków służących nawróceniu pogan). Składał się on z pięciu części. Pierwsza stanowiła teologiczne uzasadnienie działalności misyjnej, oparte na twierdzeniu, że nakaz Jezusa Chrystusa, by czynić uczniami wszystkie narody (Mt 28:18-20) w dalszym ciągu obowiązuje chrześcijan. Druga przedstawiała skrótowo historię działalności misyjnej, poczynając od pierwotnego Kościoła do Davida Brainerda i Johna Wesleya. W trzeciej zamieścił liczącą dwadzieścia sześć stron tabelę podającą dane dotyczące obszaru, ludności i religii wszystkich krajów świata. W części czwartej odpowiadał na zarzuty przeciwne wysyłaniu misjonarzy, jak trudności w nauce języka i zagrożenie życia. W piątej wezwał środowisko baptystów do utworzenia towarzystwa misyjnego i opisał sposoby zapewnienia mu wsparcia.
Carey wielokrotnie wygłaszał kazanie oparte na tekście z Księgi Izajasza 54:2-3, z którego pochodzą jego często cytowane słowa: "Oczekuj wielkich rzeczy od Boga; czyń wielkie rzeczy dla Boga". Ostatecznie pokonał opór wobec działalności misyjnej i w roku 1792 powstało Particular Baptist Society for Propagating the Gospel among the Heathen (przemianowane później na Baptystyczne Towarzystwo Misyjne). Wśród założycieli byli Carey, Andrew Fuller, John Ryland i John Sutcliff. Początkowa działalność koncentrowała się na zbieraniu funduszy i wyborze miejsca przyszłej działalności. W tym samym czasie w Anglii przebywał pracujący w Kalkucie misjonarz dr John Thomas, zbierając fundusze dla swojej misji. Postanowiono, że Particular Baptist Society udzieli mu swojego wsparcia oraz że Carey uda się wraz z nim do Indii.

## Początki misji w Indiach
Carey, jego najstarszy syn Felix oraz Thomas z żoną i córką wyruszyli statkiem z Londynu w kwietniu 1793. Gdy dopłynęli do wyspy Wight, pod naciskiem Brytyjskiej Kompanii Wschodnioindyjskiej kapitan odmówił im dalszej podróży. Po dwóch miesiącach Thomas znalazł duński statek, który zgodził się wziąć ich na pokład. Do Kalkuty dotarli w listopadzie.
Podczas pierwszego roku w Kalkucie misjonarze poszukiwali sposobów zdobycia utrzymania oraz miejsca na założenie misji. Zaczęli także uczyć się lokalnego języka bengalskiego. Przyjaciel Thomasa był właścicielem dwóch fabryk barwnika indygo i potrzebował menedżerów, więc Carey przeprowadził się ze swoją rodziną do Mudnabatty. W ciągu sześciu lat, w których zarządzał fabryką indygo, dokonał tłumaczenia Nowego Testamentu na język bengalski i zaczął formułować zasady, na których miała być oparta jego społeczność misyjna: życie wspólnotowe, samodzielność finansową i przygotowanie lokalnych pastorów. W tym okresie zmarł na dyzenterię jego syn Piotr, co spowodowało załamanie nerwowe Dorothy Carey, z którego nigdy już się nie podniosła.
W międzyczasie towarzystwo misyjne zaczęło przysyłać do Indii kolejnych misjonarzy. Pierwszym był John Fountain, który przybył do Mudnabatty i zaczął uczyć w szkole. Po nim przybyli William Ward, drukarz; Joshua Marshman, nauczyciel; David Brunsdon, jeden z uczniów Marshmana oraz William Grant, który zmarł po trzech tygodniach. Ponieważ Brytyjska Kompania Wschodnioindyjska dalej nie akceptowała misjonarzy, osiedlili się w duńskiej kolonii w Serampore. Carey dołączył do nich 10 stycznia 1800 roku.

## Późniejsze lata misji
Po osiedleniu się w Serampore misja nabyła budynek, w którym mogły zamieszkać wszystkie rodziny i w którym mieściła się także szkoła, będąca ich głównym źródłem utrzymania. Ward uruchomił drukarnię, mając do dyspozycji używaną maszynę drukarską zakupioną przez Careya, i zaczął drukować Biblię w języku bengalskim. W sierpniu 1800 roku na dyzenterię zmarł Fountain. Pierwszą osobą nawróconą z hinduizmu, pod koniec tego roku, był Kryszna Pal. Misjonarzom udało się pozyskać życzliwość lokalnych władz duńskich oraz Richarda Wellesleya, ówczesnego gubernatora generalnego Indii.
Nawrócenia wyznawców hinduizmu na chrześcijaństwo postawiły misjonarzy przed pytaniem o to, czy nowi wierzący mogą pozostawać członkami swojej kasty. W 1802 córka Kryszny Pala, z warny śudra, zawarła małżeństwo z braminem. Ich ślub był publiczną demonstracją odrzucenia przez kościół rozróżnień kastowych.
W 1801 zmarli Brunsdon i Thomas. W tym samym roku generalny gubernator założył Fort William, uczelnię mającą kształcić służbę cywilną. Zaoferował w niej Careyowi stanowisko profesora języka bengalskiego. Współpracownikami Careya w Fort William byli pandici, z którymi mógł konsultować swój przekład Nowego Testamentu na bengalski. Napisał także gramatykę bengalskiego oraz sanskrytu i rozpoczął tłumaczenie Biblii na sanskryt. Po konsultacjach z panditami i ustaleniu, że praktyki składania na ofiarę niemowląt oraz sati nie mają podstawy w świętych pismach hinduizmu, przekonał generalnego gubernatora do wprowadzenia ich zakazu.
Dorothy Carey zmarła w 1807. Z powodu swojego załamania nerwowego nie była użytecznym członkiem misji, a nawet stanowiła przeszkodę w jej pracy. Rok później Carey ożenił się powtórnie, z Dunką Charlotte Rhumohr, członkinią jego kościoła. Ich małżeństwo trwało trzynaście lat, aż do jej śmierci.
Drukarnia misyjna wydawała przekłady Biblii na język bengalski, sanskryt oraz inne języki i dialekty. Wiele z nich nie posiadało dotychczas żadnych materiałów drukowanych. William Ward ręcznie tworzył dla nich czcionki. Carey zaczął także tłumaczyć literaturę i pisma hinduizmu z sanskrytu na angielski, aby umożliwić dostęp do nich swoim rodakom. W marcu 1812 w drukarni wybuchł pożar, który spowodował straty o wartości 10.000 funtów. Spaleniu uległo między innymi wiele rękopisów, w tym duża część dokonanych przez Careya przekładów literatury sanskryckiej oraz wielojęzykowy słownik sanskrytu i języków pokrewnych. Ocalała maszyna drukarska i czcionki, dzięki czemu po sześciu miesiącach można było kontynuować druk. W okresie życia Careya misja wydrukowała w całości lub w częściach Biblię w czterdziestu czterech językach i dialektach.
W 1812 Adoniram Judson, misjonarz z Kościoła kongregacjonalnego ze Stanów Zjednoczonych, był w drodze do Indii i przygotowując się do spotkania z Careyem studiował teksty Biblii dotyczące chrztu, co doprowadziło go do przyjęcia baptyzmu. Carey nalegał na baptystów amerykańskich, by podjęli się utrzymania misji Judsona, w wyniku czego w 1814 powstało pierwsze towarzystwo misyjne amerykańskich baptystów, General Missionary Convention of the Baptist Denomination in the United States of America for Foreign Missions, później znane pod nazwą Triennial Convention.
W 1818 misja założyła Serampore College w celu kształcenia pastorów dla wzrastającego kościoła oraz stworzenia możliwości kształcenia ogólnego dostępnego dla wszystkich, niezależnie od kasty czy kraju pochodzenia. W 1827 król Danii nadał uczelni uprawnienia uniwersyteckie. Była to pierwsza tego typu uczelnia w Azji.
W 1821 zmarła Charlotte, druga żona Careya, a po niej jego najstarszy syn Felix. W 1823 ożenił się po raz trzeci, z wdową Grace Hughes.
W miarę wzrostu liczby członków w Baptystycznym Towarzystwie Misyjnym pojawiły się wewnętrzne konflikty. Starsi misjonarze umierali, a na ich miejsce przybywali nowi, niedoświadczeni. Niektórzy z nowo przybyłych nie chcieli zaakceptować wspólnego stylu życia, jaki ukształtował się w ciągu lat pracy misji. Jeden z nich domagał się "osobnego domu, wyżywienia i sług". Nowi misjonarze, którym obca była etyka ciężkiej pracy Careya, Warda i Marshmana, uważali styl pracy swoich starszych kolegów za dyktatorski.
Andrew Fuller, sekretarz Towarzystwa w Anglii, zmarł w 1815. Jego następca, John Dyer, był biurokratą, który próbował zreorganizować Towarzystwo zgodnie z zasadami biznesu i zarządzać z Anglii wszystkimi detalami misji w Serampore. Różnice okazały się niemożliwe do pokonania, w wyniku czego Carey formalnie wystąpił z towarzystwa misyjnego, które sam zakładał, opuścił teren misji i przeniósł się do budynku Serampore College. Aż do swojej śmierci w 1834 prowadził ciche życie poświęcone doskonaleniu swojego przekładu Biblii na bengalski, głoszeniu ewangelii i nauczaniu.

## Lista przekładów Careya
Cała Biblia:
- asamski,
- bengalski,
- orija,
- hindi,
- marathi,
- sanskryt.

Nowy Testament i część Starego Testamentu aż do 26 rozdziału Księgi Ezechiela:
- pendżabski.

Nowy Testament i część Starego Testamentu aż do 2 Księgi Królewskiej:
- pasztuński,
- kaszmirski.

Nowy Testament oraz Pięcioksiąg:
- telugu,
- konkani.

Cały Nowy Testament:
- bhatneri,
- biharski,
- bikaneri,
- braj bhasha,
- gudżarati,
- hindi – baghweli,
- hindi – kanouji
- khasi,
- lahnda,
- manipuri,
- nepalski,
- pahari,
- pahari garwhali,
- pahari – palpa,
- pendżabski – dogri,
- radżastański,
- radżastański – marwari,
- radżastański – harauti.